# Get Right
"Get Right" je dance-pop pjesma američke pjevačice Jennifer Lopez. Objavljena je 14. veljače 2005. kao najavni singl za album Rebirth u izdanju diskografske kuće Epic Records.

## O pjesmi
Pjesmu je u originalu snimio Usher pod imenom "Ride" za album Confessions, ali je pjesma izostaljena s album iz nepoznaith razloga. Pjesma je kasnije došla do Lopez, što je stvorilo publicitet oko krađe pjesme. Spot za pjesmu naominiran je na MTV-jevim glazbenim video nagradama u kategorijama: Najbolji dance video, Najbolja režija, Najbolja koreografija i najbolja montaža. Pjesma je bila veliki hit na top listama, osobito u Europi gdje je dospjela u top u više od 20 država. Pjesma je korištena kao promotivna pjesma za doigravanja NBA kao i za završetak NBA sezone 2004./05. Spot od pjesme djelomično je prikazan u epizodi "Grand Murder at Central Station" tv serije CSI:NY.

## Popis pjesama
Britanski CD singl
1. "Get Right" (Album Version)
2. "Get Right" (Remix ft. Fabolous)
3. "Love Don't Cost a Thing"
4. "If You Had My Love"
5. "Get Right" (Instrumental)

Američki 12" singl
Strana A
1. "Get Right" (Remix)
2. "Get Right" (Pop Mix)
3. "Get Right" (Louie Vega) (Radio Mix)

Strana B
1. "Get Right" (Louie Vega Club Mix)
2. "Get Right" (Louie Vega Roots Dub)
3. "Get Right" (Louie Vega Instrumental Mix)

Promotivni singl (neobjavljen)
1. "Get Right" (Full Intention Extended Vocal Mix)
2. "Get Right" (Full Intention Extended Vocal Dub)

## Videospot
Spot je snimljen pod redateljskom palicom Francisa Lawrencea 2005. godine. U videu je Lopez prikazana kroz mnogo likova: DJ (glavni lik), Go-Go plesačica, konobarica, štreberica, sramežljiva djevojka, zvijezda te ostale djeovjke koje dolaze u klub. Video počinje kada Lopez (plesačica) dolazi sa svojom mlađom sestrom, koju glumi kćer od Marca Anthonyja Ariana, na posao u klubu. Neposredno nakon ulaska u klub, ide se dotjerati te usput tješi drugu, ožaloščeno, konobaricu. Kada je napokon spremna za izvođenje Go-Go plesa, DJ stavlja spot na sve televizore u klubu. U videu je prikazana neka zvijezda kako pleše hip hop ples ispred sive pozadine. Zaitm štreberica zamjećuje zvijezdu u videu te poziva prijeteljice da zajedno gledaju. Pred kraj videa svi plešu na pjesmu iz spota.
Remiks
Video za remiks pjesme uključuje većinu scena iz originala, samo što su dodane scene u kojima se pojavljuju Lopez i Fabolous, a iza njih se nalazi siva pozadina.

## Top liste
| Top liste (2005.)       | Najviša pozicija |
| ----------------------- | ---------------- |
| Australija              | 3                |
| Austrija                | 11               |
| Belgija (Flandrija)     | 3                |
| Belgija (Valonija)      | 2                |
| Kanada                  | 3                |
| Danska                  | 3                |
| Nizozemska              | 2                |
| Europa                  | 1                |
| Finska                  | 4                |
| Francuska               | 2                |
| Njemačka                | 7                |
| Mađarska                | 3                |
| Irska                   | 1                |
| Italija                 | 1                |
| Novi Zeland             | 2                |
| Norveška                | 7                |
| Španjolska              | 3                |
| Švedska                 | 11               |
| Švicarska               | 3                |
| Ujedinjeno Kraljevstvo  | 1                |
| SAD Billboard Hot 100   | 12               |
| SAD Hot Dance Club Play | 1                |

### Certifikacije
| Država      | Certifikacija | Prodaja |
| ----------- | ------------- | ------- |
| Australija  | platinasta    | 70.000  |
| Francuska   | zlatna        | 200.000 |
| Novi Zeland | zlatna        | 7.500   |
| SAD         | zlatna        | 500.000 |